# Anne Francis
Anne Lloyd Francis (Ossining, 16 settembre 1930 – Santa Barbara, 2 gennaio 2011) è stata un'attrice statunitense.
Nota per la sua partecipazione nei panni di Alta nel classico della fantascienza Il pianeta proibito (1956). Fu inoltre protagonista della serie televisiva Honey West (1965-1966), ruolo che le valse  un Golden Globe e una candidatura ai Primetime Emmy Awards.

## Biografia
Modello femminile corrente all'epoca, prorompente ma di un'infantile innocenza, con un neo al lato della bocca, Anne Francis esordì sul grande schermo a 18 anni nel musical Summer Holiday (1948). Nel 1951 apparve nella commedia Fuga d'amore e qualche anno dopo nel film Giorno maledetto (1955) di John Sturges, accanto a Spencer Tracy. 
Ottenne il suo primo ruolo da protagonista nel film Il seme della violenza (1955) di Richard Brooks, con Sidney Poitier. La pellicola che la fece conoscere al pubblico fu Il pianeta proibito (Forbidden Planet, 1956), al fianco di Leslie Nielsen, una produzione Metro-Goldwyn-Mayer diretta da Fred M. Wilcox che divenne subito un classico della fantascienza, anche grazie alla presenza dell'iconico Robby, archetipo del robot nella fantascienza. 
Già nel 1960 le venne assegnata una stella sull'Hollywood Walk of Fame, nella sezione televisione, al 1611 di Vine Street. Negli anni sessanta diradò le sue apparizioni cinematografiche, dedicandosi maggiormente alla televisione e apparendo in molte puntate della serie Alfred Hitchcock presenta, in due episodi di Ai confini della realtà e in un episodio della serie Gli invasori con Roy Thinnes. Dal 1965 al 1966 fu protagonista della serie televisiva Honey West, nei panni della titolare della serie stessa, ruolo che le valse un Golden Globe nel 1966 quale miglior star televisiva femminile e una candidatura ai Primetime Emmy Awards, nello stesso anno, quale migliore attrice in una serie drammatica. 
Negli anni ottanta partecipò alla serie televisiva Dallas e alla serie Riptide, nel ruolo di Mama Jo, mentre negli anni novanta recitò in tre episodi de La signora in giallo.
Accanita fumatrice, nel 2007 le fu diagnosticato  un cancro ai polmoni. Morì nel gennaio 2011 per l'evoluzione di una neoplasia pancreatica.

## Vita privata
Dal 1952 al 1955 fu sposata con un pilota della USAF, Bamlet Lawrence Price. Successivamente sposò Robert Abeloff, al quale rimase unita dal 1960 al 1964. Dopo il divorzio da Abeloff, con il quale aveva avuto una figlia, non si risposò.
Nel 1970 adottò la giovanissima Margareth West, usufruendo di un cambiamento della legislazione californiana che concedeva l'adozione a donne non coniugate.

## Filmografia parziale

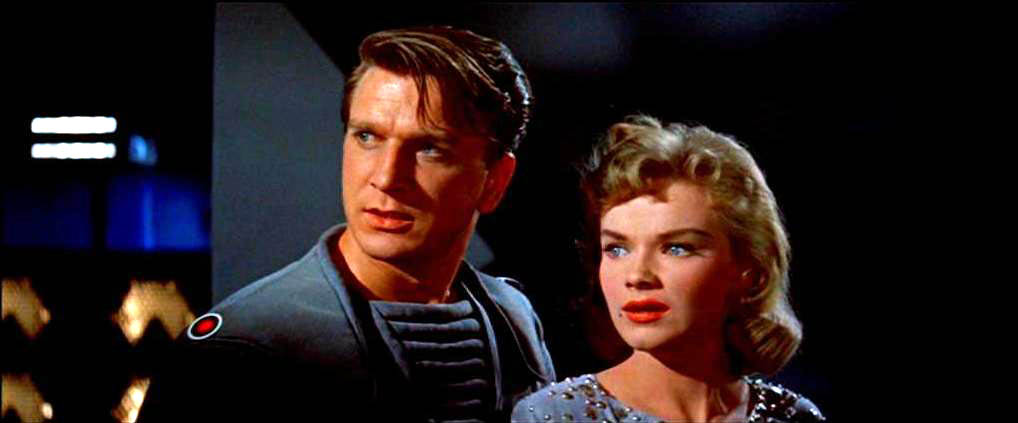
Anne Francis con Leslie Nielsen nel trailer del film Il pianeta proibito (1956)

### Cinema
- Ti avrò per sempre (This Time for Keeps), regia di Richard Thorpe (1947) - non accreditata -
- Summer Holiday, regia di Rouben Mamoulian (1948)
- Il ritratto di Jennie (Portrait of Jennie), regia di William Dieterle (1948) - non accreditata -
- Belle giovani e perverse (So Young So Bad), regia di Bernard Vorhaus (1950)
- Il fischio a Eaton Falls (The Whistle at Eaton Falls), regia di Robert Siodmak (1951)
- Fuga d'amore (Elopement), regia di Henry Koster (1951)
- La rivolta di Haiti (Lydia Bailey), regia di Jean Negulesco (1952)
- Primo peccato (Dreamboat), regia di Claude Binyon (1952)
- Un leone per la strada (A Lion Is in the Street), regia di Raoul Walsh (1953)
- The Rocket Man, regia di Oscar Rudolph (1954)
- Susanna ha dormito qui (Susan Slept Here), regia di Frank Tashlin (1954)
- Senza scampo (Rogue Cop), regia di Roy Rowland (1954)
- Giorno maledetto (Bad Day at Black Rock), regia di John Sturges (1955)
- Prima dell'uragano (Battle Cry), regia di Raoul Walsh (1955)
- Il seme della violenza (Blackboard Jungle), regia di Richard Brooks (1955)
- Duello di spie (The Scarlet Coat), regia di John Sturges (1955)
- Il pianeta proibito (Forbidden Planet), regia di Fred M. Wilcox (1956)
- Supplizio (The Rack), regia di Arnold Laven (1956)
- The Great American Pastime, regia di Herman Hoffman (1956)
- Impiccagione all'alba (The Hired Gun), regia di Ray Nazarro (1957)
- Alla larga dal mare (Don't Go Near the Water), regia di Charles Walters (1957)
- Il cielo è affollato (The Crowded Sky), regia di Joseph Pevney (1960)
- Ragazza per un'ora (Girl of the Night), regia di Joseph Cates (1960)
- Stazione 3: top secret (The Satan Bug), regia di John Sturges (1965)
- Un'idea per un delitto (Brainstorm), regia di William Conrad (1965)
- Funny Girl, regia di William Wyler (1968)
- Meglio morto che vivo (More Dead Than Alive), regia di Robert Sparr (1969)
- Jerryssimo! (Hook, Line and Sinker), regia di George Marshall (1969)
- Il trafficante di Manila (Impasse), regia di Richard Benedict (1969)
- The Love God?, regia di Nat Hiken (1969)
- I tre del mazzo selvaggio (Pancho Villa), regia di Eugenio Martín (1972)
- Survival, regia di Michael Campus (1976)
- Born Again, regia di Irving Rapper (1978)
- Return, regia di Andrew Silver (1985)
- Little Vegas, regia di Perry Lang (1990)
- Game Over - Scacco alla regina (The Double 0 Kid), regia di Duncan McLachlan (1992)
- Lover's Knot, regia di Peter Shaner (1996)

### Televisione
- Lights Out – serie TV, episodio 2x31 (1950)
- Climax! – serie TV, episodi 4x13-4x26 (1958)
- Gli uomini della prateria (Rawhide) – serie TV, episodio 2x03 (1959)
- Avventure in paradiso (Adventures in Paradise) – serie TV, episodio 1x10 (1959)
- David Niven Show (The David Niven Show) – serie TV, episodio 1x05 (1959)
- Alfred Hitchcock presenta (Alfred Hitchcock Presents) – serie TV, episodi 5x38-7x05 (1960-1961)
- Ai confini della realtà (The Twilight Zone) – serie TV, 2 episodi (1960-1963)
- The New Breed – serie TV, episodio 1x11 (1961)
- Hong Kong – serie TV, episodio 1x21 (1961)
- Going My Way – serie TV, episodio 1x05 (1962)
- Sotto accusa (Arrest and Trial) – serie TV, episodio 1x08 (1963)
- Ben Casey – serie TV, 2 episodi (1963-1964)
- L'ora di Hitchcock (The Alfred Hitchcock Hour) – serie TV, episodi 1x16-2x05-3x18 (1963-1965)
- La legge di Burke (Burke's Law) – serie TV, episodi 1x09-2x30 (1963-1965)
- La legge del Far West (Temple Houston) – serie TV, episodio 1x19 (1964)
- Il reporter (The Reporter) – serie TV, episodi 1x02-1x05 (1964)
- Il virginiano (The Virginian) – serie TV, 2 episodi (1964-1970)
- Gli invasori (The Invaders) – serie TV, episodio 2x02 (1967)
- Honey West – serie TV, 30 episodi (1965-1966)
- Lost Flight, regia di Leonard Horn – film TV (1969)
- Missione impossibile (Mission: Impossible) – serie TV, 1 episodio (1969)
- Donne della frontiera (Wild Women), regia di Don Taylor – film TV (1970)
- The Intruders, regia di William A. Graham – film TV (1970)
- The Forgotten Man, regia di Walter Grauman – film TV (1971)
- Codice criminale (Mongo's Back in Town), regia di Marvin J. Chomsky – film TV (1971)
- Io e i miei tre figli (My Three Sons) – serie TV, episodi 12x02-12x03-12x04 (1971)
- Fireball Forward, regia di Marvin J. Chomsky – film TV (1972)
- Haunts of the Very Rich, regia di Paul Wendkos – film TV (1972)
- Colombo (Columbo) – serie TV, episodi 1x06-2x06 (1972-1973)
- Cry Panic, regia di James Goldstone – film TV (1974)
- Kung Fu – serie TV, 1 episodio (1974)
- The Last Survivors, regia di Lee H. Katzin – film TV (1975)
- A Girl Named Sooner, regia di Delbert Mann – film TV (1975)
- Ellery Queen – serie TV, episodio 1x02 (1975)
- Banjo Hackett: Roamin' Free, regia di Andrew V. McLaglen – film TV (1976)
- The Young Runaways, regia di Russ Mayberry – film TV (1978)
- Little Mo, regia di Daniel Haller – film TV (1978)
- I grandi eroi della Bibbia (Greatest Heroes of the Bible) – miniserie TV, 2 puntate (1978)
- Charlie's Angels – serie TV, 2 episodi (1978-1980)
- Quincy (Quincy, M.E.) – serie TV, 1 episodio (1979)
- The Rebels, regia di Russ Mayberry – film TV (1979)
- Beggarman, Thief, regia di Lawrence Doheny – film TV (1979)
- O'Malley, regia di Michael O'Herlihy – film TV (1980)
- Detour to Terror, regia di Michael O'Herlihy – film TV (1980)
- Dallas – serie TV, 4 episodi (1981)
- CHiPs – serie TV, episodio 5x18 (1982)
- Labirinti e mostri (Mazes and Monsters), regia di Steven Hilliard Stern – film TV (1982)
- Charley's Aunt, regia di William Asher – film TV (1983)
- Riptide – serie TV, 4 episodi (1984)
- La signora in giallo (Murder, She Wrote) – serie TV, episodi 1x00-2x14-6x16 (1984-1990)
- A Masterpiece of Murder, regia di Charles S. Dubin – film TV (1986)
- Laguna Heat, regia di Simon Langton – film TV (1987)
- Una povera ragazza ricca - La storia di Barbara Hutton (Poor Little Rich Girl: The Barbara Hutton Story), regia di Charles Jarrott – miniserie TV (1987)
- My First Love, regia di Gilbert Cates – film TV (1988)
- Un amore di fantasma (Love Can Be Murder), regia di Jack Bender – film TV (1992)
- Rivoglio mio figlio (Have You Seen My Son?), regia di Paul Schneider – film TV (1996)
- Fantasy Island – serie TV, episodio 1x13 (1999)
- Senza traccia (Without a Trace) – serie TV, 1 episodio (2004)

## Riconoscimenti
- Golden Globe
  - 1966 - Miglior star televisiva femminile per Honey West
- Primetime Emmy Awards
  - 1966 - Candidatura alla migliore attrice in una serie drammatica per Honey West
- Hollywood Walk of Fame
  - 1960 - Television, al 1611 di Vine Street, Hollywood

## Doppiatrici italiane
Nelle versioni in italiano delle opere in cui ha recitato, Anne Francis è stata doppiata da: 
- Miranda Bonansea in Fuga d'amore, Giorno maledetto, Senza scampo, Duello di spie, Supplizio, Il seme della violenza, Alla larga dal mare
- Rita Savagnone in L'ora di Hitchcock (ep. 1x16), Un'idea per un delitto, Il trafficante di Manila
- Micaela Giustiniani in Primo peccato, Il cielo è affollato
- Maria Pia Di Meo in Ragazza per un'ora, Ellery Queen
- Rina Morelli in La rivolta di Haiti
- Dhia Cristiani in Susanna ha dormito qui
- Luisella Visconti in Il pianeta proibito
- Rosetta Calavetta in Funny Girl
- Fiorella Betti in Jerryssimo!
- Vittoria Febbi in Ai confini della realtà (ep. 1x34)
- Manuela Andrei in Charlie's Angels
- Franca Lumachi in Detective per amore
- Alba Cardilli in La signora in giallo (ep. 1x00)
- Mirella Pace in La signora in giallo (ep. 2x14)
- Serena Spaziani in La signora in giallo (ep. 6x16)

## Influenze nella cultura popolare
- Il suo nome e il suo film più famoso, Il pianeta proibito, sono citati nella canzone Science Fiction / Double Feature di Richard O'Brien, brano d'apertura del musical The Rocky Horror Show.